# Ньерш, Иштван
И́штван Ньерш (венг. Nyers István; 24 мая 1924, Фремен-Мерлебак — 9 марта 2005, Суботица), также известный как Стефано Ньерс (итал. Stefano Nyers) и Этьенн Ньерс (фр. Etienne Nyers) — венгерский футболист, нападающий. Брат другого известного футболиста — Ференца Ньерша.

## Биография
Иштван Ньерш родился 24 марта 1924 в Фремен-Мерлебаке, департаменте Мозель, региона Лотарингия. Его отец, уроженец Озда, был по профессии шахтёром и, ещё до рождения Иштвана, вместе с семьей переехал на заработки во Францию.
Детство Иштвана прошло в Суботице, куда семья приехала из Франции. Воспитанник местного клуба «Сабадкаи Вашуташ». Участник чемпионатов Венгрии во время Второй мировой войны в составе этого клуба. Затем играл за будапештские команды: «Зуглои Ганз», «Кишпешт» и «Уйпешт».
После окончания Второй мировой войны экономическая ситуация в Венгрии была намного хуже, чем в соседней Чехословакии, и Иштван Ньерш (как и некоторые известные венгры) летом 1946 года уехал в эту страну, где совсем недолго играл за «Викторию» из пражского района Жижков. Проведя несколько товарищеских матчей за клуб, он так и не получил разрешения играть в официальных матчах, причиной стал нелегальный уход из «Уйпешта». Из Чехословакии Ньерш переехал во Францию, где под именем Этьенн (на французский манер) Ньерш играл за парижский «Стад Франсэ», который тренировал знаменитый впоследствии Эленио Эррера. Последний уже тогда отмечал его эгоистичный характер и конфликты с известным марокканцем Ларби Бен Бареком. Тогда и закрепилось за Иштваном «Infante terrible» (страшное дитя).
В 1948 году Ньерш переезжает в Италию, где его приглашает миланский «Интернационале», в котором, под именем Стефано (на итальянский манер), прошли лучшие футбольные годы венгра: он дважды стал чемпионом Италии, а в 1949 году лучшим снайпером итальянского чемпионата с 26 мячами. Любопытно, в графе «национальность» итальянцы неизменно писали «apolide» (не имеющий гражданства). В 1954 году после окончания сезона перебрался в Швейцарию, где сыграл несколько товарищеских матчей за «Серветт», в том числе и с венгерской сборной (в рамках подготовки к финальному турниру ЧМ).
Затем Ньерш играл в «Роме». Всего Иштван забил 153 гола в 236 матчах серии А.
При поддержке Кубалы Иштван (они играли вместе в одной команде «Ганз») пытался устроиться в «Барселоне», но сыграв в нескольких товарищеских матчах, так и не подписал контракт (тогда за любой клуб испанской Примеры мог выступать только один иностранец). Устроился и играл за несколько маленьких клубов из Каталонии, а затем и в итальянских клубах «серии B», где он завершил карьеру в 1961 году.
После окончания футбольной карьеры Ньерш недолго жил в Болонье, а затем переехал в Суботицу, на родину его жены. Там он женился во второй раз на домработнице Джулии, ставшей его супругой после смерти его первой жены. В 2004 году Ньерш получил мозговой апоплексический удар, а денег на лечение у него не было, из-за бюрократических проблем Ньерш не получал положенную ему пенсию из Италии. Его жена обратилась к хозяевам миланского «Интера» с просьбой о помощи, помощь была оказана, но было слишком поздно, через 3 месяца, 9 марта 2005 года Иштван Ньерш скончался.

## Статистика
| Сезон                 | Клуб                  | Чемпионат              | Чемпионат | Чемпионат |
| Сезон                 | Клуб                  | Лига                   | Игры      | Голы      |
| --------------------- | --------------------- | ---------------------- | --------- | --------- |
| 1944                  | Зуглои Данувия Ганз   | Чемпионат Венгрии      | 10        | 3         |
| 1945                  | Кишпешт               | Чемпионат Венгрии      | 3         | 0         |
| 1945                  | Уйпешт                | Чемпионат Венгрии      | 3         | 1         |
| 1945/46               | Уйпешт                | Чемпионат Венгрии      | 17        | 17        |
| Всего в «Уйпешт»      | Всего в «Уйпешт»      | Всего в «Уйпешт»       | 20        | 18        |
| 1946                  | Виктория Жижков       | Чемпионат Чехословакии | 3         | 1         |
| 1946/47               | Стад Франсэ (Париж)   | Дивизион 1             | 35        | 21        |
| 1947/48               | Стад Франсэ (Париж)   | Дивизион 1             | 27        | 13        |
| Всего в «Стад Франсе» | Всего в «Стад Франсе» | Всего в «Стад Франсе»  | 62        | 34        |
| 1948/49               | Интернационале        | Серия А                | 36        | 26        |
| 1949/50               | Интернационале        | Серия А                | 36        | 30        |
| 1950/51               | Интернационале        | Серия А                | 36        | 31        |
| 1951/52               | Интернационале        | Серия А                | 29        | 23        |
| 1952/53               | Интернационале        | Серия А                | 31        | 15        |
| 1953/54               | Интернационале        | Серия А                | 14        | 8         |
| Всего за Интер        | Всего за Интер        | Всего за Интер         | 182       | 133       |
| 1954/55               | Рома                  | Серия А                | 25        | 11        |
| 1955/956              | Рома                  | Серия А                | 29        | 9         |
| Всего за Рому         | Всего за Рому         | Всего за Рому          | 54        | 20        |
| 1956/57               | Тарраса               | Сегунда Дивизион       | 11        | 5         |
| 1957/58               | Сабадель              | Сегунда Дивизион       | ?         | ?         |
| 1958/59               | Лекко                 | Серия B                | 9         | 3         |
| 1959-1960             | Лекко                 | Серия B                | 27        | 8         |
| Всего за Лекко        | Всего за Лекко        | Всего за Лекко         | 36        | 11        |
| 1960/61               | Мардзотто (Вальданьо) | Серия B                | 11        | 0         |
| Всего                 | Всего                 | Всего                  | ?         | ?         |

## Достижения

### Командные
- Чемпион Италии: 1953, 1954

### Личные
- Лучший бомбардир чемпионата Италии: 1949 (26 мячей)